# Коваль Віталій Кирилович
Кова́ль Віта́лій Кири́лович (нар. 25 вересня 1937, c. Петрівка — 4 липня 2001, Київ) — український журналіст, письменник, літературний критик, публіцист, сценарист, лауреат Міжнародних літературних премій імені В. Винниченка та Г. Сковороди, член Спілки письменників України (з 1977), працював у газеті «Літературна Україна», член правління Українського фонду культури.

## Життєпис
Народився Віталій Кирилович Коваль 25 вересня в 1937 році в селі Петрівка Малодівицького району (нині Прилуцького району) на Чернігівщині у селянській сім"ї.
З дитячого віку під час навчання у школі працював на різних роботах у Петрівському колгоспі імені Калініна (1952-1956). Після закінчення школи вчився на заочному відділені Ніжинського культосвітнього технікуму за фахом бібліотекар (1956—1960). Разом з тим працював бібліотекарем у Петрівській приклубній бібліотеці у 1957-1960 роках. Також був позаштатним кореспондентом Малодівицької районної газети «Соціалістичне село» (1957-1960).
У 1960 році вступив до Київського національного університету імені Тараса Шевченка на факультет журналістики. Під час навчання в Київському університеті працював відповідальним секретарем університетської багатотиражної газети «За радянські кадри» і технічним секретарем парткому університету.

Був учасником студентського бунту, який спалахнув у 1965 році на факультеті журналістики Київського національного університету імені Т. Шевченка:  
«На останньому курсі Київського університету, де навчався на факультеті журналістики (1960—1965), підписав колективного листа на захист свого викладача, нині легендарного Матвія Шестопала, якого буквально загнали в могилу опричники „інтернаціоналізму“. Цей мужній крок обійшовся молодому газетяреві звільненням з роботи…»

- Борис Олійник
У 1966 році Віталій Коваль обійняв посаду редактора республіканської студентської газети «Орбіта», що виходила на Тюменщині. У 1967 році працює редактором республіканської цілинної газети «Каникула» (об'єднаного українського загону — 7800 студентів вишів Києва, Харкова, Дніпра, Львова, Полтави, Кривого Рогу, Херсону, Кіровограду, Миколаєва, та інших міст) в Тюменській області.  
У 1967-1984 роках працює кореспондентом газети «Літературна Україна». Член Національної спілки письменників України з 1977 року. У 1984-1991 роках є референтом апарату Київської письменницької організації за керівництва спілкою Ю. Забанацького, Ю. Мушкетика, П. Осадчука, Б. Олійника, М. Шевченка, І. Драча. У 1991-1993 роках плідно працює на посаді помічника-консультанта депутата Верховної Ради СРСР Олеся Терентійовича Гончара.
Член Комісії з творчої спадщини Олеся Гончара (за заповітом письменника), член редколегії журналів «Криниця» і «Дніпро», член редколегії «Української газети» (відзначався дипломом «Лицар Правди і Свободи»), член редколегії газети «Гарт» (м. Чернігів), член правління Українського фонду культури.
Помер 4 липня 2001 року в м. Києві. Похований, за заповітом, у селі Дмитрівка Прилуцького району.

## Творчість
Автор збірника статтей «Життєва позиція» та повістей «До тебе, батьку», «Серце моє в колючому дроті», «Собор» і навколо собору" («Дніпро»), «Реквієм по моїй душі», «Ніч без Олеся Гончара».
Дослідник і літописець життя і творчості О. Гончара.
Упорядник останньої книжки Олеся Гончара «Чим живемо. На шляхах до українського Відродження» та автор коментарів до останнього зібрання творів письменника у 7 томах.
Досліджував творчість Миколи Хвильового, Остапа Вишні, Володимира Дрозда, Євгена Гуцала, Григора Тютюнника.
Упорядковував та готував до видання публіцистичні твори Бориса Олійника. Перекладав твори Юванна Шесталова, Володимира Тендрякова, Миколи Шундика, Віктора Астаф'єва, Валерія Поляєва, Олександра Гаврилова, Валентина Распутіна та інших.
Автор сценаріїв телефільмів «Олесь Гончар. Сторінки творчості», «Олесь Гончар: пишу Україні»; документальних фільмів «Любіть! Суд над одним віршем Володимира Сосюри» та «Україна Євгена Товстухи».